# Benecko
Benecko är en ort i Tjeckien. Den ligger i den norra delen av landet, 100 km nordost om huvudstaden Prag. Benecko ligger 793 meter över havet och antalet invånare är 1 142.
Terrängen runt Benecko är kuperad.Runt Benecko är det ganska tätbefolkat, med 160 invånare per kvadratkilometer. Närmaste större samhälle är Vrchlabí, 6,1 km sydost om Benecko. I omgivningarna runt Benecko växer i huvudsak blandskog.